# Cristian Pomohaci
Cristian Pomohaci (n. 26 septembrie 1969, Rebrișoara, România) este un preot ortodox și cântăreț de muzică populară și religioasă din România. În anul 2017 a fost caterisit (oprit de a mai face slujbe religioase), în urma unui scandal.

## Controverse
În 2017 a fost acuzat de relații sexuale cu un minor.
Având în vedere gravitatea faptelor, Sinodul Mitropolitan al Mitropoliei Ardealului a hotărât caterisirea (îndepărtarea din rândurile clerului) definitivă a lui Cristian Pomohaci, la 6 octombrie 2017.
Acesta a scăpat de acuzația de raport sexual cu un minor, după ce fapta s-a prescris.

## Discografie
- A fi om e lucru mare (2002)
- Cristian Pomohaci vol. 1 (2002)
- Dragi mi-s mie oile (2016)